# اورتا علی‌نظرلی
اورتا علی‌نظرلی (به لاتین: Orta Nəzərli) یک منطقه مسکونی در جمهوری آذربایجان است که در شهرستان بیلقان واقع شده است. این روستا ۱۰۶۰ نفر جمعیت دارد.